# Internet Protocol Control Protocol
Internet Protocol Control Protocol (IPCP, Protokół Kontroli IP) – protokół do nawiązywania i konfiguracji połączenia dla protokołu internetowego (IP) przez PPP. IPCP używa takiego samego mechanizmu wymiany pakietów co Link Control Protocol. Pakiety IPCP nie mogą być wymieniane aż PPP osiągnie fazę warstwy sieciowej (Network-Layer Protocol phase), każdy pakiet IPCP odebrany przed tą fazą powinien być odrzucony (silently discarded).

## Ramka IPCP
| Kod    | ID     | Długość | Informacja IPCP |
| ------ | ------ | ------- | --------------- |
| 1 bajt | 1 bajt | 2 bajty | zmienna         |

Pakiet IPCP jest enkapsulowany w ramce PPP
| Flag | Adres | Kontrola | 8021h | Payload (and padding) | FCS | flag |
| ---- | ----- | -------- | ----- | --------------------- | --- | ---- |

Informacja zawarta w pakiecie IPCP może być jedną z poniższych:
- Configure-request
- Configure-ack
- Configure-nak
- Configure-reject
- Terminate-request
- Terminate-ack
- Code-reject

Po skonfigurowaniu, połączenie pozwala na transportowanie danych protokołu IP w ramkach PPP. Wartością pola protokołu jest 8021h (0x8021 w wireshark). Ten kod wskazuje, że transportowane są dane protokołu IP.